# 馬克辛卡基 (印第安納州)
馬克辛卡基（英語：Maxinkuckee）是位於美國印地安納州馬歇爾縣的一個非建制地區。